# USS Tallahoma (1862)
Tallahoma  kanonierka dwudziałowa typu Sossacus. Ten bocznokołowy okręt o drewnianym kadłubie był budowany w stoczni New York Navy Yard. Tam został zwodowany 28 listopada 1862. Jednak ponieważ jego budowa nie została zakończona do 1867, gdy wojna secesyjna, do której był budowany, już dawno wygasła, okręt nigdy nie wszedł do służby. Po krótkim okresie przebywania w rezerwie w Nowym Jorku okręt został sprzedany 29 sierpnia 1868.
Przemianowany prawdopodobnie na "Mary M. Roberts" 10 listopada 1868, kanonierka została przerobiona na barkę 21 grudnia 1870 i zniknęła z listy statków handlowych.